# Tour Poitou-Charentes en Nueva Aquitania 2018
La 32.ª edición del Tour Poitou-Charentes en Nueva Aquitania se celebró entre el 21 y el 24 de agosto de 2018 con inicio en la ciudad de Jonzac y final en la ciudad de Poitiers en la antigua región de Poitou-Charentes (hoy parte de Nueva Aquitania) en Francia. El recorrido constó de un total de 5 etapas sobre una distancia total de 659,2 km.
La carrera hizo parte del circuito UCI Europe Tour 2018 dentro de la categoría 2.1 y fue ganada de principio a fin por el francés Arnaud Démare del Groupama-FDJ. Completaron el podio, como segundo y tercer clasificado respectivamente, los también franceses Sylvain Chavanel del Direct Énergie y Yoann Paillot del Saint Michel-Auber93.

## Equipos participantes
Tomaron la partida un total de 16 equipos, de los cuales 4 son de categoría UCI WorldTeam, 10 Profesional Continental y 2 Continentales, quienes conformaron un pelotón de 111 ciclistas de los cuales terminaron 88. Los equipos participantes fueron:
| WorldTeams (4)- AG2R La Mondiale - Groupama-FDJ - Astana - Trek-Segafredo Equipos continentales profesionales (10)- Direct Énergie - Cofidis, Solutions Crédits - Delko-Marseille Provence-KTM - Fortuneo-Samsic - Vital Concept - Androni Giocattoli-Sidermec - Bardiani CSF - Wilier Triestina-Selle Italia - Euskadi Basque Country-Murias - Gazprom-RusVelo Equipos continentales (2)- Saint Michel-Auber 93 - Roubaix Lille Métropole |
| |

## Recorrido
| Etapa     | Fecha     | Recorrido                       | type                    | Distancia (km) | Ganador       | Líder         |
| --------- | --------- | ------------------------------- | ----------------------- | -------------- | ------------- | ------------- |
| 1.ª etapa | 21 de ago | Jonzac – Cognac                 | etapa llana             | 192,8          | Arnaud Démare | Arnaud Démare |
| 2.ª etapa | 22 de ago | Segonzac – Melle                | etapa llana             | 189            | Arnaud Démare | Arnaud Démare |
| 3.ª etapa | 23 de ago | Gençay – Couhé                  | etapa llana             | 97,9           | Arnaud Démare | Arnaud Démare |
| 4.ª etapa | 23 de ago | Champagné-Saint-Hilaire – Couhé | contrarreloj individual | 22,9           | Arnaud Démare | Arnaud Démare |
| 5.ª etapa | 24 de ago | Brioux-sur-Boutonne – Poitiers  | etapa llana             | 156,6          | Arnaud Démare | Arnaud Démare |

## Desarrollo de la carrera

### 1.ª etapa
| Jonzac - Cognac | etapa llana | (192,8 km) |

| \| Clasificación de la etapa \| Clasificación de la etapa \| Clasificación de la etapa \| Clasificación de la etapa \| Clasificación de la etapa \| \| Ciclista \| Ciclista \| Equipo \| Tiempo \| \| \| ------------------------- \| ------------------------- \| --------------------------- \| ------------------------- \| ------------------------- \| \| 1.º \| Arnaud Démare \| Groupama-FDJ \| 4 h 46 min 49 s \| \| \| 2.º \| Matteo Moschetti \| Polartec-Kometa \| + 0 s \| \| \| 3.º \| Matteo Malucelli \| Androni Giocattoli-Sidermec \| + 0 s \| \| \| 4.º \| Thomas Boudat \| Direct Énergie \| + 0 s \| \| \| 5.º \| Hugo Hofstetter \| Cofidis, Solutions Crédits \| + 0 s \| \| \| 6.º \| Jérémy Lecroq \| Vital Concept \| + 0 s \| \| \| 7.º \| Michael Van Staeyen \| Cofidis, Solutions Crédits \| + 0 s \| \| \| 8.º \| Rudy Barbier \| AG2R La Mondiale \| + 0 s \| \| \| 9.º \| Jonas Van Genechten \| Vital Concept \| + 0 s \| \| \| 10.º \| Hugo Houle \| Astana \| + 0 s \| \| |                     |                             |                 |
| |                     |                             |                 |
| |                     |                             |                 |
| Clasificación de la etapa |                     |                             |                 |
| Ciclista | Ciclista            | Equipo                      | Tiempo          |
| 1.º | Arnaud Démare       | Groupama-FDJ                | 4 h 46 min 49 s |
| 2.º | Matteo Moschetti    | Polartec-Kometa             | + 0 s           |
| 3.º | Matteo Malucelli    | Androni Giocattoli-Sidermec | + 0 s           |
| 4.º | Thomas Boudat       | Direct Énergie              | + 0 s           |
| 5.º | Hugo Hofstetter     | Cofidis, Solutions Crédits  | + 0 s           |
| 6.º | Jérémy Lecroq       | Vital Concept               | + 0 s           |
| 7.º | Michael Van Staeyen | Cofidis, Solutions Crédits  | + 0 s           |
| 8.º | Rudy Barbier        | AG2R La Mondiale            | + 0 s           |
| 9.º | Jonas Van Genechten | Vital Concept               | + 0 s           |
| 10.º | Hugo Houle          | Astana                      | + 0 s           |

| \| Clasificación general \| Clasificación general \| Clasificación general \| Clasificación general \| Clasificación general \| \| Ciclista \| Ciclista \| Equipo \| Tiempo \| \| \| --------------------- \| --------------------- \| ---------------------------- \| --------------------- \| --------------------- \| \| 1.º \| Arnaud Démare \| Groupama-FDJ \| 4 h 46 min 39 s \| \| \| 2.º \| Matteo Moschetti \| Polartec-Kometa \| + 4 s \| \| \| 3.º \| Matteo Malucelli \| Androni Giocattoli-Sidermec \| + 6 s \| \| \| 4.º \| Julien Antomarchi \| Roubaix Lille Métropole \| + 8 s \| \| \| 5.º \| Evaldas Šiškevicius \| Delko-Marseille Provence-KTM \| + 9 s \| \| \| 6.º \| Marc Fournier \| Vital Concept \| + 9 s \| \| \| 7.º \| Thomas Boudat \| Direct Énergie \| + 10 s \| \| \| 8.º \| Hugo Hofstetter \| Cofidis, Solutions Crédits \| + 10 s \| \| \| 9.º \| Jérémy Lecroq \| Vital Concept \| + 10 s \| \| \| 10.º \| Michael Van Staeyen \| Cofidis, Solutions Crédits \| + 10 s \| \| |                     |                              |                 |
| |                     |                              |                 |
| |                     |                              |                 |
| Clasificación general |                     |                              |                 |
| Ciclista | Ciclista            | Equipo                       | Tiempo          |
| 1.º | Arnaud Démare       | Groupama-FDJ                 | 4 h 46 min 39 s |
| 2.º | Matteo Moschetti    | Polartec-Kometa              | + 4 s           |
| 3.º | Matteo Malucelli    | Androni Giocattoli-Sidermec  | + 6 s           |
| 4.º | Julien Antomarchi   | Roubaix Lille Métropole      | + 8 s           |
| 5.º | Evaldas Šiškevicius | Delko-Marseille Provence-KTM | + 9 s           |
| 6.º | Marc Fournier       | Vital Concept                | + 9 s           |
| 7.º | Thomas Boudat       | Direct Énergie               | + 10 s          |
| 8.º | Hugo Hofstetter     | Cofidis, Solutions Crédits   | + 10 s          |
| 9.º | Jérémy Lecroq       | Vital Concept                | + 10 s          |
| 10.º | Michael Van Staeyen | Cofidis, Solutions Crédits   | + 10 s          |

### 2.ª etapa
| Segonzac - Melle | etapa llana | (189 km) |

| \| Clasificación de la etapa \| Clasificación de la etapa \| Clasificación de la etapa \| Clasificación de la etapa \| Clasificación de la etapa \| \| Ciclista \| Ciclista \| Equipo \| Tiempo \| \| \| ------------------------- \| ------------------------- \| ---------------------------- \| ------------------------- \| ------------------------- \| \| 1.º \| Arnaud Démare \| Groupama-FDJ \| 4 h 39 min 20 s \| \| \| 2.º \| Matteo Malucelli \| Androni Giocattoli-Sidermec \| + 0 s \| \| \| 3.º \| Hugo Hofstetter \| Cofidis, Solutions Crédits \| + 0 s \| \| \| 4.º \| Andrea Vendrame \| Androni Giocattoli-Sidermec \| + 0 s \| \| \| 5.º \| Thomas Boudat \| Direct Énergie \| + 0 s \| \| \| 6.º \| Jonas Van Genechten \| Vital Concept \| + 0 s \| \| \| 7.º \| Hugo Houle \| Astana \| + 0 s \| \| \| 8.º \| Michael Gogl \| Trek-Segafredo \| + 0 s \| \| \| 9.º \| Enrique Sanz \| Euskadi-Murias \| + 0 s \| \| \| 10.º \| Evaldas Šiškevicius \| Delko-Marseille Provence-KTM \| + 0 s \| \| |                     |                              |                 |
| |                     |                              |                 |
| |                     |                              |                 |
| Clasificación de la etapa |                     |                              |                 |
| Ciclista | Ciclista            | Equipo                       | Tiempo          |
| 1.º | Arnaud Démare       | Groupama-FDJ                 | 4 h 39 min 20 s |
| 2.º | Matteo Malucelli    | Androni Giocattoli-Sidermec  | + 0 s           |
| 3.º | Hugo Hofstetter     | Cofidis, Solutions Crédits   | + 0 s           |
| 4.º | Andrea Vendrame     | Androni Giocattoli-Sidermec  | + 0 s           |
| 5.º | Thomas Boudat       | Direct Énergie               | + 0 s           |
| 6.º | Jonas Van Genechten | Vital Concept                | + 0 s           |
| 7.º | Hugo Houle          | Astana                       | + 0 s           |
| 8.º | Michael Gogl        | Trek-Segafredo               | + 0 s           |
| 9.º | Enrique Sanz        | Euskadi-Murias               | + 0 s           |
| 10.º | Evaldas Šiškevicius | Delko-Marseille Provence-KTM | + 0 s           |

| \| Clasificación general \| Clasificación general \| Clasificación general \| Clasificación general \| Clasificación general \| \| Ciclista \| Ciclista \| Equipo \| Tiempo \| \| \| --------------------- \| --------------------- \| ---------------------------- \| --------------------- \| --------------------- \| \| 1.º \| Arnaud Démare \| Groupama-FDJ \| 9 h 25 min 49 s \| \| \| 2.º \| Matteo Malucelli \| Androni Giocattoli-Sidermec \| + 10 s \| \| \| 3.º \| Hugo Hofstetter \| Cofidis, Solutions Crédits \| + 16 s \| \| \| 4.º \| Evaldas Šiškevicius \| Delko-Marseille Provence-KTM \| + 17 s \| \| \| 5.º \| Hugo Houle \| Astana \| + 19 s \| \| \| 6.º \| Thomas Boudat \| Direct Énergie \| + 20 s \| \| \| 7.º \| Jonas Van Genechten \| Vital Concept \| + 20 s \| \| \| 8.º \| Enrique Sanz \| Euskadi-Murias \| + 23 s \| \| \| 9.º \| Gediminas Bagdonas \| AG2R La Mondiale \| + 23 s \| \| \| 10.º \| Serguéi Chernetski \| Astana \| + 23 s \| \| |                     |                              |                 |
| |                     |                              |                 |
| |                     |                              |                 |
| Clasificación general |                     |                              |                 |
| Ciclista | Ciclista            | Equipo                       | Tiempo          |
| 1.º | Arnaud Démare       | Groupama-FDJ                 | 9 h 25 min 49 s |
| 2.º | Matteo Malucelli    | Androni Giocattoli-Sidermec  | + 10 s          |
| 3.º | Hugo Hofstetter     | Cofidis, Solutions Crédits   | + 16 s          |
| 4.º | Evaldas Šiškevicius | Delko-Marseille Provence-KTM | + 17 s          |
| 5.º | Hugo Houle          | Astana                       | + 19 s          |
| 6.º | Thomas Boudat       | Direct Énergie               | + 20 s          |
| 7.º | Jonas Van Genechten | Vital Concept                | + 20 s          |
| 8.º | Enrique Sanz        | Euskadi-Murias               | + 23 s          |
| 9.º | Gediminas Bagdonas  | AG2R La Mondiale             | + 23 s          |
| 10.º | Serguéi Chernetski  | Astana                       | + 23 s          |

### 3.ª etapa
| Gençay - Couhé | etapa llana | (97,9 km) |

| \| Clasificación de la etapa \| Clasificación de la etapa \| Clasificación de la etapa \| Clasificación de la etapa \| Clasificación de la etapa \| \| Ciclista \| Ciclista \| Equipo \| Tiempo \| \| \| ------------------------- \| ------------------------- \| ---------------------------- \| ------------------------- \| ------------------------- \| \| 1.º \| Arnaud Démare \| Groupama-FDJ \| 2 h 12 min 00 s \| \| \| 2.º \| Matteo Malucelli \| Androni Giocattoli-Sidermec \| + 0 s \| \| \| 3.º \| Hugo Hofstetter \| Cofidis, Solutions Crédits \| + 0 s \| \| \| 4.º \| Jérémy Lecroq \| Vital Concept \| + 0 s \| \| \| 5.º \| Brenton Jones \| Delko-Marseille Provence-KTM \| + 0 s \| \| \| 6.º \| Matteo Moschetti \| Polartec-Kometa \| + 0 s \| \| \| 7.º \| Thomas Boudat \| Direct Énergie \| + 0 s \| \| \| 8.º \| Marco Maronese \| Bardiani CSF \| + 0 s \| \| \| 9.º \| Marco Benfatto \| Androni Giocattoli-Sidermec \| + 0 s \| \| \| 10.º \| Kévin Le Cunff \| Saint Michel-Auber 93 \| + 0 s \| \| |                  |                              |                 |
| |                  |                              |                 |
| |                  |                              |                 |
| Clasificación de la etapa |                  |                              |                 |
| Ciclista | Ciclista         | Equipo                       | Tiempo          |
| 1.º | Arnaud Démare    | Groupama-FDJ                 | 2 h 12 min 00 s |
| 2.º | Matteo Malucelli | Androni Giocattoli-Sidermec  | + 0 s           |
| 3.º | Hugo Hofstetter  | Cofidis, Solutions Crédits   | + 0 s           |
| 4.º | Jérémy Lecroq    | Vital Concept                | + 0 s           |
| 5.º | Brenton Jones    | Delko-Marseille Provence-KTM | + 0 s           |
| 6.º | Matteo Moschetti | Polartec-Kometa              | + 0 s           |
| 7.º | Thomas Boudat    | Direct Énergie               | + 0 s           |
| 8.º | Marco Maronese   | Bardiani CSF                 | + 0 s           |
| 9.º | Marco Benfatto   | Androni Giocattoli-Sidermec  | + 0 s           |
| 10.º | Kévin Le Cunff   | Saint Michel-Auber 93        | + 0 s           |

| \| Clasificación general \| Clasificación general \| Clasificación general \| Clasificación general \| Clasificación general \| \| Ciclista \| Ciclista \| Equipo \| Tiempo \| \| \| --------------------- \| --------------------- \| ----------------------------- \| --------------------- \| --------------------- \| \| 1.º \| Arnaud Démare \| Groupama-FDJ \| 11 h 37 min 43 s \| \| \| 2.º \| Matteo Malucelli \| Androni Giocattoli-Sidermec \| + 12 s \| \| \| 3.º \| Hugo Hofstetter \| Cofidis, Solutions Crédits \| + 20 s \| \| \| 4.º \| Evaldas Šiškevicius \| Delko-Marseille Provence-KTM \| + 23 s \| \| \| 5.º \| Hugo Houle \| Astana \| + 25 s \| \| \| 6.º \| Thomas Boudat \| Direct Énergie \| + 26 s \| \| \| 7.º \| Jonas Van Genechten \| Vital Concept \| + 26 s \| \| \| 8.º \| Gediminas Bagdonas \| AG2R La Mondiale \| + 29 s \| \| \| 9.º \| Kévin Le Cunff \| Saint Michel-Auber 93 \| + 29 s \| \| \| 10.º \| Maxence Moncassin \| Wilier Triestina-Selle Italia \| + 29 s \| \| |                     |                               |                  |
| |                     |                               |                  |
| |                     |                               |                  |
| Clasificación general |                     |                               |                  |
| Ciclista | Ciclista            | Equipo                        | Tiempo           |
| 1.º | Arnaud Démare       | Groupama-FDJ                  | 11 h 37 min 43 s |
| 2.º | Matteo Malucelli    | Androni Giocattoli-Sidermec   | + 12 s           |
| 3.º | Hugo Hofstetter     | Cofidis, Solutions Crédits    | + 20 s           |
| 4.º | Evaldas Šiškevicius | Delko-Marseille Provence-KTM  | + 23 s           |
| 5.º | Hugo Houle          | Astana                        | + 25 s           |
| 6.º | Thomas Boudat       | Direct Énergie                | + 26 s           |
| 7.º | Jonas Van Genechten | Vital Concept                 | + 26 s           |
| 8.º | Gediminas Bagdonas  | AG2R La Mondiale              | + 29 s           |
| 9.º | Kévin Le Cunff      | Saint Michel-Auber 93         | + 29 s           |
| 10.º | Maxence Moncassin   | Wilier Triestina-Selle Italia | + 29 s           |

### 4.ª etapa
| Champagné-Saint-Hilaire - Couhé | contrarreloj individual | (22,9 km) |

| \| Clasificación de la etapa \| Clasificación de la etapa \| Clasificación de la etapa \| Clasificación de la etapa \| Clasificación de la etapa \| \| Ciclista \| Ciclista \| Equipo \| Tiempo \| \| \| ------------------------- \| ------------------------- \| --------------------------- \| ------------------------- \| ------------------------- \| \| 1.º \| Arnaud Démare \| Groupama-FDJ \| 29 min 08 s \| \| \| 2.º \| Sylvain Chavanel \| Direct Énergie \| + 7 s \| \| \| 3.º \| Yoann Paillot \| Saint Michel-Auber 93 \| + 13 s \| \| \| 4.º \| Hugo Houle \| Astana \| + 33 s \| \| \| 5.º \| Michael Gogl \| Trek-Segafredo \| + 44 s \| \| \| 6.º \| Jérémy Cabot \| Roubaix Lille Métropole \| + 45 s \| \| \| 7.º \| Seid Lizde \| Androni Giocattoli-Sidermec \| + 1 min 00 s \| \| \| 8.º \| Gediminas Bagdonas \| AG2R La Mondiale \| + 1 min 01 s \| \| \| 9.º \| Julien Antomarchi \| Roubaix Lille Métropole \| + 1 min 01 s \| \| \| 10.º \| Maxime Bouet \| Fortuneo-Samsic \| + 1 min 10 s \| \| |                    |                             |              |
| |                    |                             |              |
| |                    |                             |              |
| Clasificación de la etapa |                    |                             |              |
| Ciclista | Ciclista           | Equipo                      | Tiempo       |
| 1.º | Arnaud Démare      | Groupama-FDJ                | 29 min 08 s  |
| 2.º | Sylvain Chavanel   | Direct Énergie              | + 7 s        |
| 3.º | Yoann Paillot      | Saint Michel-Auber 93       | + 13 s       |
| 4.º | Hugo Houle         | Astana                      | + 33 s       |
| 5.º | Michael Gogl       | Trek-Segafredo              | + 44 s       |
| 6.º | Jérémy Cabot       | Roubaix Lille Métropole     | + 45 s       |
| 7.º | Seid Lizde         | Androni Giocattoli-Sidermec | + 1 min 00 s |
| 8.º | Gediminas Bagdonas | AG2R La Mondiale            | + 1 min 01 s |
| 9.º | Julien Antomarchi  | Roubaix Lille Métropole     | + 1 min 01 s |
| 10.º | Maxime Bouet       | Fortuneo-Samsic             | + 1 min 10 s |

| \| Clasificación general \| Clasificación general \| Clasificación general \| Clasificación general \| Clasificación general \| \| Ciclista \| Ciclista \| Equipo \| Tiempo \| \| \| --------------------- \| --------------------- \| --------------------------- \| --------------------- \| --------------------- \| \| 1.º \| Arnaud Démare \| Groupama-FDJ \| 12 h 06 min 51 s \| \| \| 2.º \| Sylvain Chavanel \| Direct Énergie \| + 44 s \| \| \| 3.º \| Yoann Paillot \| Saint Michel-Auber 93 \| + 50 s \| \| \| 4.º \| Hugo Houle \| Astana \| + 58 s \| \| \| 5.º \| Michael Gogl \| Trek-Segafredo \| + 1 min 13 s \| \| \| 6.º \| Gediminas Bagdonas \| AG2R La Mondiale \| + 1 min 30 s \| \| \| 7.º \| Julien Antomarchi \| Roubaix Lille Métropole \| + 1 min 33 s \| \| \| 8.º \| Seid Lizde \| Androni Giocattoli-Sidermec \| + 1 min 37 s \| \| \| 9.º \| Serguéi Chernetski \| Astana \| + 1 min 40 s \| \| \| 10.º \| Maxime Bouet \| Fortuneo-Samsic \| + 1 min 47 s \| \| |                    |                             |                  |
| |                    |                             |                  |
| |                    |                             |                  |
| Clasificación general |                    |                             |                  |
| Ciclista | Ciclista           | Equipo                      | Tiempo           |
| 1.º | Arnaud Démare      | Groupama-FDJ                | 12 h 06 min 51 s |
| 2.º | Sylvain Chavanel   | Direct Énergie              | + 44 s           |
| 3.º | Yoann Paillot      | Saint Michel-Auber 93       | + 50 s           |
| 4.º | Hugo Houle         | Astana                      | + 58 s           |
| 5.º | Michael Gogl       | Trek-Segafredo              | + 1 min 13 s     |
| 6.º | Gediminas Bagdonas | AG2R La Mondiale            | + 1 min 30 s     |
| 7.º | Julien Antomarchi  | Roubaix Lille Métropole     | + 1 min 33 s     |
| 8.º | Seid Lizde         | Androni Giocattoli-Sidermec | + 1 min 37 s     |
| 9.º | Serguéi Chernetski | Astana                      | + 1 min 40 s     |
| 10.º | Maxime Bouet       | Fortuneo-Samsic             | + 1 min 47 s     |

### 5.ª etapa
| Brioux-sur-Boutonne - Poitiers | etapa llana | (156,6 km) |

| \| Clasificación de la etapa \| Clasificación de la etapa \| Clasificación de la etapa \| Clasificación de la etapa \| Clasificación de la etapa \| \| Ciclista \| Ciclista \| Equipo \| Tiempo \| \| \| ------------------------- \| ------------------------- \| ---------------------------- \| ------------------------- \| ------------------------- \| \| 1.º \| Arnaud Démare \| Groupama-FDJ \| 3 h 26 min 51 s \| \| \| 2.º \| Jonas Van Genechten \| Vital Concept \| + 0 s \| \| \| 3.º \| Matteo Malucelli \| Androni Giocattoli-Sidermec \| + 0 s \| \| \| 4.º \| Rudy Barbier \| AG2R La Mondiale \| + 0 s \| \| \| 5.º \| Lilian Calmejane \| Direct Énergie \| + 0 s \| \| \| 6.º \| Evaldas Šiškevicius \| Delko-Marseille Provence-KTM \| + 0 s \| \| \| 7.º \| Anthony Maldonado \| Saint Michel-Auber 93 \| + 0 s \| \| \| 8.º \| Michael Van Staeyen \| Cofidis, Solutions Crédits \| + 0 s \| \| \| 9.º \| Serguéi Shílov \| Gazprom-RusVelo \| + 0 s \| \| \| 10.º \| Pierre Barbier \| Roubaix Lille Métropole \| + 0 s \| \| |                     |                              |                 |
| |                     |                              |                 |
| |                     |                              |                 |
| Clasificación de la etapa |                     |                              |                 |
| Ciclista | Ciclista            | Equipo                       | Tiempo          |
| 1.º | Arnaud Démare       | Groupama-FDJ                 | 3 h 26 min 51 s |
| 2.º | Jonas Van Genechten | Vital Concept                | + 0 s           |
| 3.º | Matteo Malucelli    | Androni Giocattoli-Sidermec  | + 0 s           |
| 4.º | Rudy Barbier        | AG2R La Mondiale             | + 0 s           |
| 5.º | Lilian Calmejane    | Direct Énergie               | + 0 s           |
| 6.º | Evaldas Šiškevicius | Delko-Marseille Provence-KTM | + 0 s           |
| 7.º | Anthony Maldonado   | Saint Michel-Auber 93        | + 0 s           |
| 8.º | Michael Van Staeyen | Cofidis, Solutions Crédits   | + 0 s           |
| 9.º | Serguéi Shílov      | Gazprom-RusVelo              | + 0 s           |
| 10.º | Pierre Barbier      | Roubaix Lille Métropole      | + 0 s           |

## Clasificaciones finales
Las clasificaciones finalizaron de la siguiente forma:

### Clasificación general
| \| Clasificación general \| Clasificación general \| Clasificación general \| Clasificación general \| Clasificación general \| \| Ciclista \| Ciclista \| Equipo \| Tiempo \| \| \| --------------------- \| --------------------- \| ----------------------- \| --------------------- \| --------------------- \| \| 1.º \| Arnaud Démare \| Groupama-FDJ \| 15 h 33 min 32 s \| \| \| 2.º \| Sylvain Chavanel \| Direct Énergie \| + 54 s \| \| \| 3.º \| Yoann Paillot \| Saint Michel-Auber 93 \| + 1 min 00 s \| \| \| 4.º \| Hugo Houle \| Astana \| + 1 min 08 s \| \| \| 5.º \| Michael Gogl \| Trek-Segafredo \| + 1 min 23 s \| \| \| 6.º \| Gediminas Bagdonas \| AG2R La Mondiale \| + 1 min 40 s \| \| \| 7.º \| Julien Antomarchi \| Roubaix Lille Métropole \| + 1 min 43 s \| \| \| 8.º \| Serguéi Chernetski \| Astana \| + 1 min 50 s \| \| \| 9.º \| Maxime Bouet \| Fortuneo-Samsic \| + 1 min 57 s \| \| \| 10.º \| Julien Bernard \| Trek-Segafredo \| + 1 min 57 s \| \| |                    |                         |                  |
| |                    |                         |                  |
| Fuente: ProCyclingStats |                    |                         |                  |
| Clasificación general |                    |                         |                  |
| Ciclista | Ciclista           | Equipo                  | Tiempo           |
| 1.º | Arnaud Démare      | Groupama-FDJ            | 15 h 33 min 32 s |
| 2.º | Sylvain Chavanel   | Direct Énergie          | + 54 s           |
| 3.º | Yoann Paillot      | Saint Michel-Auber 93   | + 1 min 00 s     |
| 4.º | Hugo Houle         | Astana                  | + 1 min 08 s     |
| 5.º | Michael Gogl       | Trek-Segafredo          | + 1 min 23 s     |
| 6.º | Gediminas Bagdonas | AG2R La Mondiale        | + 1 min 40 s     |
| 7.º | Julien Antomarchi  | Roubaix Lille Métropole | + 1 min 43 s     |
| 8.º | Serguéi Chernetski | Astana                  | + 1 min 50 s     |
| 9.º | Maxime Bouet       | Fortuneo-Samsic         | + 1 min 57 s     |
| 10.º | Julien Bernard     | Trek-Segafredo          | + 1 min 57 s     |

### Clasificación por puntos
| Clasificación por puntos | Clasificación por puntos | Clasificación por puntos     | Clasificación por puntos | Clasificación por puntos |
| Ciclista                 | Ciclista                 | Equipo                       | Puntos                   |                          |
| ------------------------ | ------------------------ | ---------------------------- | ------------------------ | ------------------------ |
| 1.º                      | Arnaud Démare            | Groupama-FDJ                 | 110 pts                  |                          |
| 2.º                      | Matteo Malucelli         | Androni Giocattoli-Sidermec  | 72 pts                   |                          |
| 3.º                      | Hugo Hofstetter          | Cofidis, Solutions Crédits   | 44 pts                   |                          |
| 4.º                      | Jonas Van Genechten      | Vital Concept                | 37 pts                   |                          |
| 5.º                      | Thomas Boudat            | Direct Énergie               | 35 pts                   |                          |
| 6.º                      | Matteo Moschetti         | Polartec-Kometa              | 30 pts                   |                          |
| 7.º                      | Evaldas Šiškevicius      | Delko-Marseille Provence-KTM | 27 pts                   |                          |
| 8.º                      | Rudy Barbier             | AG2R La Mondiale             | 26 pts                   |                          |
| 9.º                      | Hugo Houle               | Astana                       | 25 pts                   |                          |
| 10.º                     | Michael Van Staeyen      | Cofidis, Solutions Crédits   | 17 pts                   |                          |

### Clasificación de la montaña
| Clasificación de la montaña | Clasificación de la montaña | Clasificación de la montaña  | Clasificación de la montaña | Clasificación de la montaña |
| Ciclista                    | Ciclista                    | Equipo                       | Puntos                      |                             |
| --------------------------- | --------------------------- | ---------------------------- | --------------------------- | --------------------------- |
| 1.º                         | Manuel Senni                | Bardiani CSF                 | 23 pts                      |                             |
| 2.º                         | Julien Antomarchi           | Roubaix Lille Métropole      | 20 pts                      |                             |
| 3.º                         | Julien Bernard              | Trek-Segafredo               | 10 pts                      |                             |
| 4.º                         | Tanel Kangert               | Astana                       | 10 pts                      |                             |
| 5.º                         | Mauro Finetto               | Delko-Marseille Provence-KTM | 6 pts                       |                             |
| 6.º                         | Quentin Jauregui            | AG2R La Mondiale             | 5 pts                       |                             |
| 7.º                         | Franck Bonnamour            | Fortuneo-Samsic              | 5 pts                       |                             |
| 8.º                         | Matteo Spreafico            | Androni Giocattoli-Sidermec  | 5 pts                       |                             |
| 9.º                         | Mattia Viel                 | Androni Giocattoli-Sidermec  | 5 pts                       |                             |
| 10.º                        | Alessandro Fedeli           | Delko-Marseille Provence-KTM | 4 pts                       |                             |

### Clasificación de los jóvenes
| Clasificación del mejor joven | Clasificación del mejor joven | Clasificación del mejor joven | Clasificación del mejor joven | Clasificación del mejor joven |
| Ciclista                      | Ciclista                      | Equipo                        | Tiempo                        |                               |
| ----------------------------- | ----------------------------- | ----------------------------- | ----------------------------- | ----------------------------- |
| 1.º                           | Michael Gogl                  | Trek-Segafredo                | 15 h 34 min 55 s              |                               |
| 2.º                           | Steven Lammertink             | Vital Concept                 | + 55 s                        |                               |
| 3.º                           | Ruben Guerreiro               | Trek-Segafredo                | + 1 min 06 s                  |                               |
| 4.º                           | Hugo Hofstetter               | Cofidis, Solutions Crédits    | + 1 min 21 s                  |                               |
| 5.º                           | Giovanni Carboni              | Bardiani CSF                  | + 1 min 38 s                  |                               |
| 6.º                           | Simone Velasco                | Wilier Triestina-Selle Italia | + 2 min 10 s                  |                               |
| 7.º                           | Andrea Vendrame               | Androni Giocattoli-Sidermec   | + 2 min 14 s                  |                               |
| 8.º                           | Quentin Jauregui              | AG2R La Mondiale              | + 2 min 14 s                  |                               |
| 9.º                           | Anthony Turgis                | Cofidis, Solutions Crédits    | + 2 min 42 s                  |                               |
| 10.º                          | Matteo Malucelli              | Androni Giocattoli-Sidermec   | + 3 min 11 s                  |                               |

### Clasificación por equipos
| Clasificación por equipos | Clasificación por equipos     | Clasificación por equipos | Clasificación por equipos |
| Equipo                    | Equipo                        | Tiempo                    |                           |
| ------------------------- | ----------------------------- | ------------------------- | ------------------------- |
| 1.º                       | Astana                        | 46 h 45 min 40 s          |                           |
| 2.º                       | Direct Énergie                | + 19 s                    |                           |
| 3.º                       | Trek-Segafredo                | + 36 s                    |                           |
| 4.º                       | AG2R La Mondiale              | + 1 min 26 s              |                           |
| 5.º                       | Fortuneo-Samsic               | + 1 min 31 s              |                           |
| 6.º                       | Roubaix Lille Métropole       | + 2 min 20 s              |                           |
| 7.º                       | Saint Michel-Auber 93         | + 2 min 27 s              |                           |
| 8.º                       | Cofidis, Solutions Crédits    | + 3 min 01 s              |                           |
| 9.º                       | Gazprom-RusVelo               | + 3 min 26 s              |                           |
| 10.º                      | Euskadi Basque Country-Murias | + 4 min 36 s              |                           |

## Evolución de las clasificaciones
| Etapa                   | Vencedor                | Clasificación general | Clasificación por puntos | Clasificación de la montaña | Clasificación de los jóvenes | Clasificación por equipos  |
| ----------------------- | ----------------------- | --------------------- | ------------------------ | --------------------------- | ---------------------------- | -------------------------- |
| 1.ª                     | Arnaud Démare           | Arnaud Démare         | Arnaud Démare            | Julien Antomarchi           | Matteo Moschetti             | Cofidis, Solutions Crédits |
| 2.ª                     | Arnaud Démare           | Arnaud Démare         | Arnaud Démare            | Manuel Senni                | Matteo Malucelli             | Astana                     |
| 3.ª                     | Arnaud Démare           | Arnaud Démare         | Arnaud Démare            | Manuel Senni                | Matteo Malucelli             | Astana                     |
| 4.ª                     | Arnaud Démare           | Arnaud Démare         | Arnaud Démare            | Manuel Senni                | Michael Gogl                 | Direct Énergie             |
| 5.ª                     | Arnaud Démare           | Arnaud Démare         | Arnaud Démare            | Manuel Senni                | Michael Gogl                 | Astana                     |
| Clasificaciones finales | Clasificaciones finales | Arnaud Démare         | Arnaud Démare            | Manuel Senni                | Michael Gogl                 | Astana                     |

## UCI World Ranking
El Tour Poitou-Charentes en Nueva Aquitania otorga puntos para el UCI Europe Tour 2018 y el UCI World Ranking, este último para corredores de los equipos en las categorías UCI WorldTeam, Profesional Continental y Equipos Continentales. Las siguientes tablas muestran el baremo de puntuación y los 10 corredores que obtuvieron más puntos:
| Posición              | 1.º | 2.º | 3.º | 4.º | 5.º | 6.º | 7.º | 8.º | 9.º | 10.º | 11.º | 12.º | 13.º-15.º | 16.º-25.º |
| Clasificación general | 125 | 85  | 70  | 60  | 50  | 40  | 35  | 30  | 25  | 20   | 15   | 10   | 5         | 3         |
| Por etapa             | 14  | 5   | 3   |     |     |     |     |     |     |      |      |      |           |           |
| Líder                 | 3   |     |     |     |     |     |     |     |     |      |      |      |           |           |

| Clasificación | Clasificación      | Clasificación           | Clasificación | Clasificación | Clasificación | Clasificación |
| Posición      | Ciclista           | Equipo                  | General       | Etapa         | Líder         | Total         |
| ------------- | ------------------ | ----------------------- | ------------- | ------------- | ------------- | ------------- |
| 1.º           | Arnaud Démare      | Groupama-FDJ            | 125           | 70            | 12            | 207           |
| 2.º           | Sylvain Chavanel   | Direct Énergie          | 85            | 5             | -             | 90            |
| 3.º           | Yoann Paillot      | Saint Michel-Auber93    | 70            | 3             | -             | 73            |
| 4.º           | Hugo Houle         | Astana                  | 60            | -             | -             | 60            |
| 5.º           | Michael Gogl       | Trek-Segafredo          | 50            | -             | -             | 50            |
| 6.º           | Gediminas Bagdonas | Ag2r La Mondiale        | 40            | -             | -             | 40            |
| 7.º           | Julien Antomarchi  | Roubaix Lille Métropole | 35            | -             | -             | 35            |
| 8.º           | Sergei Chernetski  | Astana                  | 30            | -             | -             | 30            |
| 9.º           | Maxime Bouet       | Fortuneo-Samsic         | 25            | -             | -             | 25            |
| 10.º          | Julien Bernard     | Trek-Segafredo          | 20            | -             | -             | 20            |